# Mpstat

mpstat는 유닉스 방식의 운영 체제에 쓰이는 컴퓨터 명령 줄 소프트웨어의 하나로, 프로세서 관련 통계를 화면에 보고한다. CPU 사용률에 대한 통계를 작성하거나 문제를 진단할 목적으로 컴퓨터 감시에 사용된다.

## 설명
mpstat 명령어는 이용 가능한 각각의 프로세서에 대한 활동을 표준 출력에 기록한다.
mpstat는 SMP 및 UP 머신에 둘 다 사용할 수 있으나 후자의 경우 전역 평균 활동만 출력된다.

## 사용법
```
$ mpstat <주기> <횟수>

```

주기는 통계 줄이 출력되는 시간의 간격을 뜻한다. 횟수는 출력하고자 하는 줄의 수를 가리킨다.
iostat, vmstat과 같이 mpstat의 출력 첫 줄은 시스템 시동 이후의 평균치를 포함한다. 최종 줄은 현재의 값을 나타낸다.

## 예
리눅스에서의 출력의 예는 다음과 같다:
```
$ mpstat
Linux 2.4.21-32.ELsmp (linux00)        07/04/07

10:26:54     CPU   %user   %nice %system %iowait    %irq   %soft   %idle    intr/s
10:26:54     all    0.07    0.00    0.16    8.48    0.00    0.09   91.18    165.49

```

솔라리스 11에서의 예:
```
$ mpstat
CPU minf mjf xcal  intr ithr  csw icsw migr smtx  srw syscl  usr sys  wt idl
  0    0   0    0   329  121  169    6    0    0    0   406    0   1   0  98

```

AIX 6에서의 예:
```
$ mpstat 1 1

System configuration: lcpu=8 ent=1.0 mode=Uncapped

cpu  min  maj  mpc  int   cs  ics   rq  mig lpa sysc us sy wa id   pc  %ec  lcs
  0    8    0    0  182  336  102    0    0 100 1434 38 51  0 12 0.02  1.8  185
  1    0    0    0   11    5    5    0    0   -    0  0 19  0 81 0.00  0.1   12
  2    0    0    0    1    0    0    0    0   -    0  0 42  0 58 0.00  0.0    0
  3    0    0    0    1    0    0    0    0   -    0  0 43  0 57 0.00  0.0    0
  4    0    0    0    1    0    0    0    0   -    0  0 45  0 55 0.00  0.0    0
  5    0    0    0    1    0    0    0    0   -    0  0 44  0 56 0.00  0.0    0
  6    0    0    0    1    0    0    0    0   -    0  0  2  0 98 0.00  0.0    0
  7    0    0    0   53    5    5    0    0   -    0  0 66  0 34 0.00  0.2   54
  U    -    -    -    -    -    -    -    -   -    -  -  -  0 99 0.99 99.0    -
ALL    8    0    0  251  346  112    0    0 100 1434  0  0  0 99 0.02  2.0  251

```

## 같이 보기
- 유닉스 명령어 목록

## 참고 문헌
- Linux mpstat man page
- AIX mpstat manual page